# Кяерікмяе
Кя́ерікмяе (ест. Käärikmäe küla) — село в Естонії, у волості Валґа повіту Валґамаа.

## Населення
Чисельність населення на 31 грудня 2011 року становила 26 осіб.

## Історія
До 22 жовтня 2017 року село входило до складу волості Карула.